# شوکیچی ساتو
شوکیچی ساتو (انگلیسی: Shokichi Sato؛ زادهٔ ۹ آوریل ۱۹۷۱) بازیکن فوتبال اهل ژاپن است.
از باشگاه‌هایی که در آن بازی کرده‌است می‌توان به باشگاه فوتبال شفیلد یونایتد اشاره کرد.